# Xavier de Salas Bosch
Xavier de Salas Bosch (ur. 1907 w Barcelonie, zm. 3 czerwca 1982 w Madrycie) – hiszpański historyk i krytyk sztuki, dyrektor Muzeum Prado w latach 1970–1978. Członek Królewskiej Akademii Sztuk Pięknych św. Ferdynanda i Królewskiej Katalońskiej Akademii Sztuk Pięknych św. Jerzego w Barcelonie.